# Antoni de Мelo
Antoni de Melo, poznat i kao  Toni de Melo (енгл. Anthony de Mello; 4. septembar 1931 — 2. jun 1987) bio je indijski jezuitski sveštenik i psihoterapeut. De Melo je bio i duhovni učitelj, pisac i javni govornik. Napisao je nekoliko knjiga o duhovnosti i bio domaćin na brojnim duhovnim konferencijama. Poznat je po svom pripovedanju zasnovanom na različitim mističnim tradicijama kako sa istoka tako i sa zapada, i po tome što je mnoge ljude na zapadu upoznavao sa „svesnom molitvom”.

## Biografija
Rođen je 4. septembra 1931. u Mumbaju, u Britanskoj Indiji, kao najstarije od petoro dece Franka i Luise de Melo. Odrastao je u katoličkoj porodici i sanjao je da se jednog dana pridruži jezuitskom redu. Sa 16 godina pristupio je semeništu Družbe Isusove u Vinalaji na periferiji Mombaja. Pre nego što je započeo službu, 1952. godine otišao je u Španiju, u Barselonu da studira filozofiju. Potom se vratio u Indiju da studira teologiju na koledžu De Nobili u Puneu. Zaređen je u martu 1961. godine. Nakon toga poslali su ga da studira psihologiju na Univerzitetu Lajola u Čikagu, gde je 1964. godine, završio master za pastoralno savetovanje. Po povratku u Indiju proveo je nekoliko godina radeći u semeništima, a 1968. je postao direktor semeništa u Vinalaji.
De Mela su jezuiti privukli zbog stroge discipline. Oni koji su ga poznavali tokom njegovih ranijih godina opisivali su ga kao pomalo konzervativnog u svojoj teologiji i nezaiteresovanog za druge religije. Neki od njegovih vršnjaka primetili su da je iskustvo u Španiji dovelo do širenja njegove perspektive i gubitka krutosti.
De Melo je 1972. Godine osnovao je Institut za pastoralno savetovanje, koji je kasnije preimenovan u Institut za pastoralno savetovanje u Sadhani, u Puni. De Melova prva objavljena knjiga, Sadhana — Put do Boga, objavljena je 1978. Godine. U njoj je izneta brojna duhovna načela i „hrišćanske vežbe u istočnom obliku” inspirisane učenjima Svetog Ignacija. Popularizovala je pojam „svesne molitve”. Druge knjige objavljene tokom njegovog života uključuju Pesma o ptici, Damari i Izvori . Prva dve su zbirke pripovedaka a treća je zbirka vežbi sličnih kao u Sadhani.
De Melo je umro od srčanog udara 1987. godine u Njujorku. Imao je 55 godina.

## Posthumna kontroverza
Jedanaest godina nakon de Melove smrti, 1998. godine, Kongregacija za doktrinu vere pod vođstvom kardinala-prefekta Josipa Ratzingera (koji je kasnije postao papa Benedikt XVI) izvršila je reviziju de Melovih dela i objavila dugotrajni komentar koji izražava zahvalnost, ali i teološku zabrinutost da, iako nije bilo izričite jeresi, neki ljudi mogu biti dovedeni u zabludu da Isusa ne vide kao Božjeg Sina, već kao jednostavno onoga koji je došao naučiti da su svi deca Božija.Indijski magazin Outlook ovo je video kao pokušaj Rima da potkopa sveštenstvo u Aziji usled sve većih pukotina između Rima i Azijske crkve.

## Zanimljivosti
- De Melo je ponovo vraćen u srpsku popularnu kulturu izlaskom Đusovog albuma „Hiphopium 4” jer ga pomenuti reper pominje u pesmi Srebrna duga koja počinje stihovima: „Letim među oblacima, sve je pufnasto belo / Setih se Buđenja što pisao je Antoni de Melo.”

## Bibliografija
Brojni De Melovi radovi objavljeni su posthumno kao zbirke ili na osnovu beleški ili na snimaka sa njegovih konferencija. Na srpski su prevedeni Novi dan, Buđenje, Put ljubavi i Damari.
- Sadhana: Put do Boga, 1978.
- Pesma o ptici, 1982.
- Izvori, 1984.
- Damari, 1985.
- Molitva žabe 1, 1987.
- Molitva žabe 2, 1988.
- Svesnost, 1990.
- Kontakt s Bogom, 1991.
- Put ljubavi, 1992.
- Ukorijenjeni u Bogu, 1997
- Buđenje, 2003.

## Literatura
- Tony de Mello, S.J.: A Short Biography, by Bill De Mello (brother) Архивирано на веб-сајту  (29. децембар 2019)

## Spoljašnje veze
- Metafizika-duhovnost
- Transformacija svesti— Anthony de Mello
- Zivot-je-gozba-anthony-de-mello
- Rješenje nije u odricanju
- Želeti sreću
- Smrt-pripadajućeg
- „Remembering Anthony DeMello”, Humankind Public Radio program recorded at a retreat held at Fordham University shortly before his death.
- „Mello Resource”